# 暹緬戰爭
暹緬戰爭，又称緬暹戰爭、泰緬戰爭、緬泰戰爭，是指16世纪至19世纪时暹羅（今泰国）与缅甸所爆发的一系列战争。19世纪下半叶，缅甸沦为英国的殖民地，暹緬戰爭遂告终止。

## 東吁-阿瑜陀耶戰爭
- 暹緬戰爭 (1547年–1549年)，又稱第一次阿瑜陀耶包圍戰
- 暹緬戰爭 (1563年–1564年)，又稱第二次阿瑜陀耶包圍戰
- 暹緬戰爭 (1568年–1570年)，又稱第三次阿瑜陀耶包圍戰
- 暹緬戰爭 (1584年–1593年)，又稱第四次阿瑜陀耶包圍戰
- 暹緬戰爭 (1594年–1605年)，又稱第一次暹羅入侵緬甸
- 暹緬戰爭 (1613年–1614年)
- 暹緬戰爭 (1662年–1664年)，又稱第二次暹羅入侵緬甸
- 暹緬戰爭 (1675年–1676年)
- 暹緬戰爭 (1700年–1701年)

## 貢榜-阿瑜陀耶戰爭
- 暹緬戰爭 (1759年–1760年)，又稱第五次阿瑜陀耶包圍戰
- 暹緬戰爭 (1765年–1767年)，又稱第六次阿瑜陀耶包圍戰

## 貢榜-吞武里戰爭
- 暹緬戰爭 (1775年–1776年)

## 貢榜-却克里王朝戰爭
- 暹緬戰爭 (1785年–1786年)，又稱九軍戰爭
- 暹緬戰爭 (1787年)
- 暹緬戰爭 (1792年)
- 暹緬戰爭 (1797年)
- 暹緬戰爭 (1803年–1808年)
- 暹緬戰爭 (1809年–1812年)
- 暹緬戰爭 (1849年–1855年)